# Dave Van Ronk Sings Ballads, Blues and a Spiritual
| Recensione | Giudizio |
| ---------- | -------- |
| AllMusic   |          |

Dave Van Ronk Sings Ballads, Blues and a Spiritual è l'album di debutto del cantante folk Dave Van Ronk, pubblicato nel maggio del 1959 .

## Il disco
L'album venne pubblicato anche con i titoli Gambler's Blues e Black Mountain Blues. Attualmente tutti e tre i titoli sono fuori catalogo. Alcune delle canzoni presenti nell'album originale sono ascoltabili nella raccolta The Folkways Years, 1959 - 1961 pubblicata a cura della Smithsonian Folkways nel 1991.

## Tracce
Lato A
1. Duncan and Brady – 2:50 (Tradizionale)
2. Black Mountain Blues – 3:50 (Tradizionale)
3. In the Pines – 3:05 (Tradizionale)
4. My Baby's So Sweet – 2:30 (Tradizionale)
5. Twelve Gates to the City – 3:10 (Tradizionale)
6. Winin' Boy Blues – 2:30 (Ferdinand Morton)
7. If You Leave Me Pretty Momma – 3:05 (Tradizionale)

Lato B
1. Backwater Blues – 3:00 (Bessie Smith)
2. Careless Love – 2:55 (Tradizionale)
3. Betty and Dupree – 3:34 (Tradizionale)
4. K. C. Moan – 2:56 (Tradizionale)
5. Gambler's Blues – 2:25 (Tradizionale)
6. John Henry – 2:24 (Tradizionale)
7. How Long – 3:45 (Tradizionale)

- Il brano Careless Love in alcune fonti viene attribuito a W. C. Handy, Martha E. Koenig e Spencer Williams[4]

## Musicisti
- Dave Van Ronk - chitarra, voce

Note aggiuntive
- Kenneth S. Goldstein - produttore, ingegnere delle registrazioni
- David Gahr - fotografia copertina LP[5]